# (18924) Vinjamoori
(18924) Vinjamoori (2000 PV24) – planetoida z grupy pasa głównego asteroid okrążająca Słońce w ciągu 3,67 lat w średniej odległości 2,38 j.a. Odkryta 3 sierpnia 2000 roku.